# World Cup Stadium (métro de Daejeon)
World Cup Stadium (hangeul : 월드컵경기장 ; hanja : 世界杯競技場, littéralement en français : « Stade de la Coupe du monde ») est une station de passage de la ligne 1 du métro de Daejeon. Elle est située au 455, Hyeonchungwon-ro,  quartier Guam-dong dans l'arrondissement Yuseong-gu de la ville de Daejeon en Corée du Sud. Elle dessert notamment le Stade de la Coupe du monde de Daejeon.
Ouverte en 2007, la station est desservie par les rames qui circulent sur la ligne 1 (service omnibus).

## Situation sur le réseau

Plan du réseau (2017)

La station établie en souterrain, World Cup Stadium est une station de passage de la Ligne 1 du métro de Daejeon : elle est située entre la station Noeun, en direction du terminus nord-ouest Banseok, et la station National Cemetery, en direction du terminus sud-est Panam,.

## Histoire
La station World Cup Stadium est mise en service le 17 avril 2007, lors de l'ouverture à l'exploitation de la deuxième section de la ligne 1 du métro de Daejeon entre Government Complex, Daejeon et Banseok, le nouveau terminus nord-ouest de la ligne,.

## Services aux voyageurs

### Accès et accueil
La station est située au 155 Hanbat-daero, dans le quartier Noeun-dong. Sept bouches, numérotées de 1 à 7 font le lien entre entre la surface et les niveaux en sous-sol, deux niveaux, par l'intermédiaire d'escaliers, d'escaliers mécaniques (13) et d'ascenseurs (6). Comme toutes les stations elle dispose d'une billetterie avec des automates distincts selon le service. La station est accessible aux personnes à la mobilité réduite.

### Desserte
World Cup Stadium est desservie par les rames qui circulent sur la ligne 1 (service omnibus). Les quais sont équipés de portes palières.

Installations
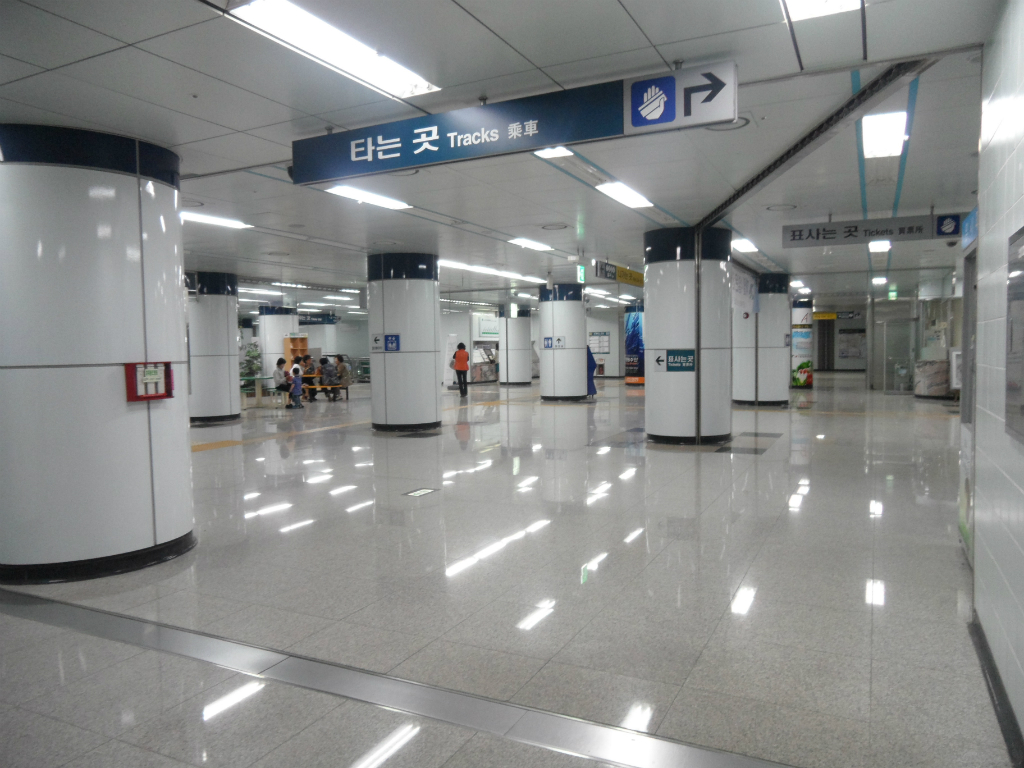
En 2012.
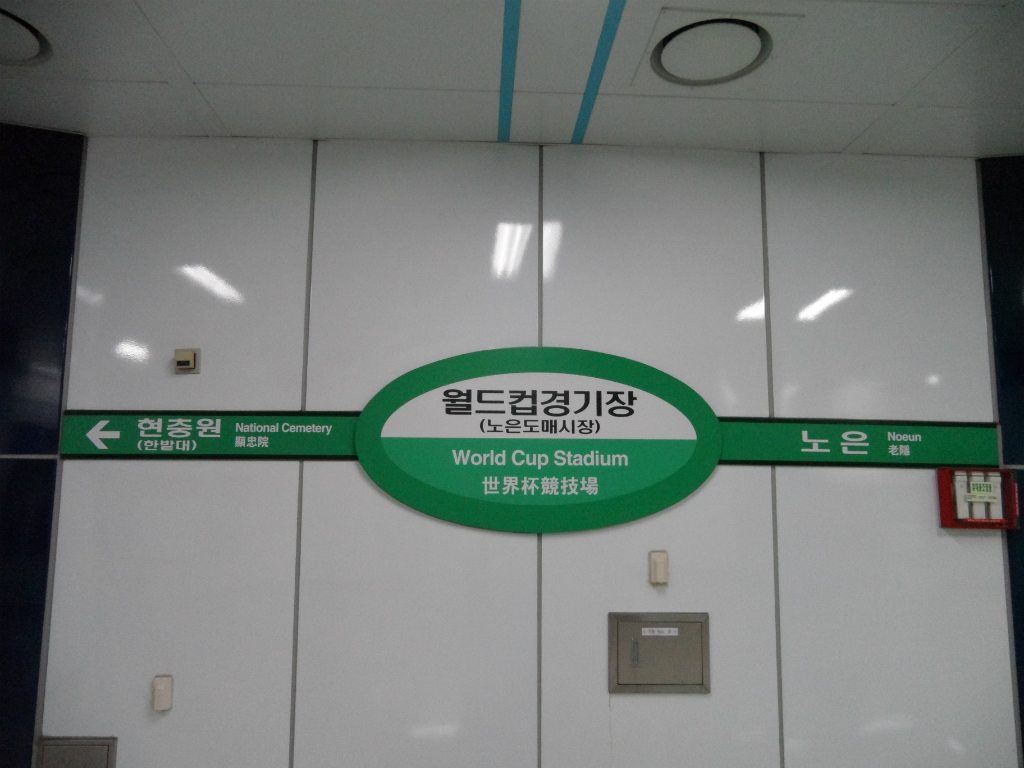
En 2013.
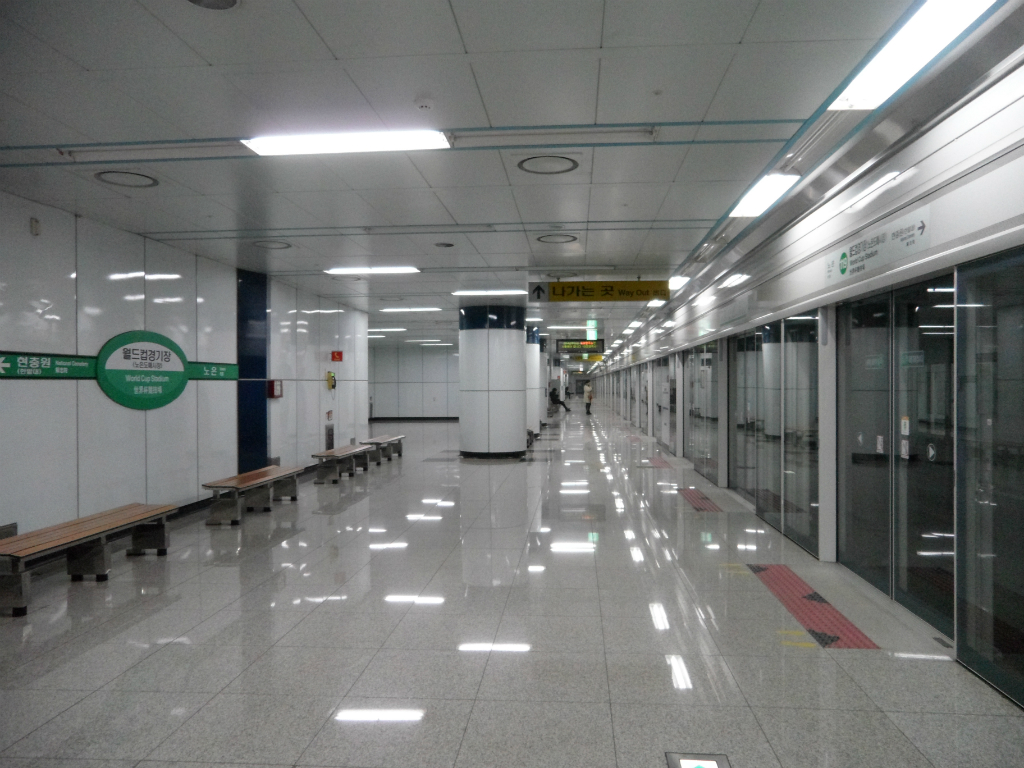
En 2016.

### Intermodalité
La station dispose d'un local à vélos. Des arrêts de bus sont situés à proximité.